# Jindřich Maudr
Jindřich Maudr   (Praga, 10 de gener de 1906 - Praga, 1 de maig de 1990) va ser un lluitador txecoslovac, especialista en lluita grecoromana, que va competir durant les dècades de 1920 i 1930.
El 1928 va prendre part en els Jocs Olímpics d'Amsterdam, on va guanyar la medalla de plata en la competició del pes gall del programa de lluita grecoromana. Quatre anys més tard, als Jocs de Los Angeles, disputà sense sort la prova del pes ploma del programa de lluita grecoromana.